# 中澤裕子
中澤 裕子（なかざわ ゆうこ、1973年〈昭和48年〉6月19日 - ）は、日本の歌手、タレント。モーニング娘。の初代リーダーおよびハロー!プロジェクトの初代リーダーを務めた。京都府福知山市出身。アップフロントクリエイト所属。
現在は一般人の夫・子供とともに福岡県在住。モーニング娘。在籍中のソロ活動は、中澤ゆうこ名義で行っていた。

## 人物
幼い頃に父を亡くし母子家庭で育つ。福知山市立桃映中学校、京都府立福知山高等学校を卒業。高校卒業後は大阪市へ移り、海水淡水化プラントメーカーである株式会社ササクラに就職。本社総務課勤務で受付などをしていた。
1997年（平成9年）、テレビ東京系列で放送されていた『ASAYAN』のプロジェクトの1つ、「シャ乱Q女性ロックボーカリストオーディション」に応募。この時はグランプリをとることができなかったが、シャ乱Qのつんく♂に見いだされ、与えられた課題をほかの4人とともにクリアして、24歳で「モーニング娘。」としてデビューする。
10代のメンバーのなか、唯一会社勤務をしたという社会性を買われ、つんく♂からリーダーに指名された。ファンから姐御として親しまれ、メンバーからは畏怖もされていたという。
初代メンバーでは最年長であり、モーニング娘。現役・卒業者全員合わせても最年長である。20代のうちから加護亜依や辻希美に「おばあちゃん」「三十路」とからかわれていた。
ソロデビューは演歌で、アイドルだけでなく「新世代の演歌歌手」としての側面もあった。当時は演歌の情緒がわかっていなかったが、2011年の取材では「（ソロでは）演歌も歌える歌い手になりたい」とコメントしている。
2001年（平成13年）春のモーニング娘。を卒業後はハロー!プロジェクト全体のリーダーに就任した。
2014年、夫とともに福岡県に移住。福岡を中心とした九州地方を拠点に活動している。中澤は「福岡は子供たちが育った場所だから、故郷をちゃんと作ってあげたい。この先に帰ろうと思ったときにちゃんと帰ってこられる場所を作りたい」として、福岡への永住を決断した。

## 略歴
- 1997年（平成9年）、テレビ東京系『ASAYAN』内の『シャ乱Q女性ロックヴォーカリストオーディション』の最終候補に選ばれるものの落選（優勝は平家みちよ）。同じく最終候補の石黒彩・飯田圭織・安倍なつみ・福田明日香とともに、5日間で5万枚完売すればメジャーデビューできるという条件のもと「モーニング娘。」を結成し、課題曲『愛の種』を完売。
- 1998年（平成10年）
  - 1月28日、モーニング娘。として「モーニングコーヒー」でメジャーデビュー。初代リーダーに就任。
  - 8月、「カラスの女房」で演歌歌手デビュー。デビュー曲でオリコン演歌チャート1位を獲得。2ndシングルからソロ活動名義を中澤ゆうこと改名。
  - 12月31日、モーニング娘。として『第40回日本レコード大賞』最優秀新人賞受賞。『第49回NHK紅白歌合戦』に初出場。
- 2001年（平成13年）
  - 4月15日、モーニング娘。から卒業。ジャンルを演歌からポップスに変更し、ソロ活動に専念する。歌手活動の名義も本名に戻した。

ただし、卒業前に公演を発表されていた、モーニング娘。の初主演ミュージカル『LOVEセンチュリー -夢はみなけりゃ始まらない-』（同年5月）にはグループの一員のようなかたちで出演し、劇終了後のスーパーライブでもモーニング娘。とともに在籍中の楽曲を歌唱している。また、このミュージカルでは座長を任されていた。
  - 6月、『ハロー!モーニング。』2代目司会者に就任。2003年5月まで2年間番組司会者を務めた。
  - 11月29日『FOLK SONGS』（アルバム）をピッコロタウンより市井紗耶香とリリース。以後FSシリーズにはすべて参加した。
- 2002年（平成14年）、ソロとして初めての全国ツアーを行う。
- 2004年（平成16年）、TBS系愛の劇場『ほーむめーかー』に主演。「DO MY BEST」が主題歌に起用された。
- 2005年（平成17年）、第56回NHK紅白歌合戦で、モーニング娘。の現メンバー・旧メンバーとともに、「LOVEマシーン」を歌唱した。2006年クリスマスコンサートでは本人作詞曲の「聞きたいこと」を披露し、のちにファンクラブ通信販売やハロー!プロジェクトオフィシャルショップ限定でCDが発売された。
- 2007年（平成19年）
  - 12月、初の中澤裕子クリスマスディナーショー開催。2011年まで毎年続いていた。
- 2008年（平成20年） 
  - 8月5日、「なかざわーるど 〜中澤裕子オフィシャルブログ〜」を開設。ソロデビュー10周年記念ライブを行う。
  - 12月10日、ベストアルバム『Legend』発売。
- 2009年（平成21年）
  - 3月31日でハロー!プロジェクトから卒業。翌日より新ファンクラブM-line clubに所属。
- 2010年（平成22年）
  - 4月2日 - 14日、初主演舞台『母の桜が散った夜』出演。
- 2011年（平成23年）
  - 1月28日、モーニング娘。OGによる新ユニット「ドリームモーニング娘。」結成。
  - 11月5日、主演映画『ファイティング オカン』劇場公開。
- 2012年（平成24年）
  - 4月1日、IT関連企業代表取締役社長との入籍を発表した。
  - 11月25日、第1子となる女児を出産した。
- 2013年（平成25年）
  - 10月1日、所属事務所をアップフロントプロモーションからアップフロントクリエイトへ移籍した。
- 2014年（平成26年）
  - 4月3日、夫の仕事の都合と育児のために福岡県内に移住したことが報じられ[7]、同日に自身のブログで移住を正式発表した[8]。これ以降、福岡を拠点に活動する。
- 2015年（平成27年）
  - 5月7日、第2子となる男児を出産した[9][10]。
- 2025年（令和7年）
  - 3月28日、過去にリリースした全楽曲を翌29日より各サブスクリプション型（定額制）音楽ストリーミングサービスで配信開始することを発表[11]。

## プライベート
血液型O型。身長158 cm。
2011年12月6日、同年8月から交際を始めた同い年のIT関連企業代表取締役社長との翌春結婚および、結婚後は生活の拠点を夫が住む福岡県に移し、芸能活動をセーブする予定と報じられた。翌7日、公式ブログにて「現状としては何も決まっていることはなく何か報告する事がある時は改めてお伝えさせて頂きます。今後もドリーム モーニング娘。秋ツアーそして武道館公演に向けて今まで以上に一生懸命頑張っていくのでよろしくお願いします！」とコメントした。
2012年4月1日、所属事務所を通じファクスにてマスコミ各社にIT関連企業代表取締役社長との結婚を発表。同日午後にはオフィシャルブログにてファンに結婚の報告と、喜びのコメントを発表した。
2012年6月19日、この日行われたバースデーライブ（およびその終了後にオフィシャルブログ）で、妊娠5か月であることを発表した。11月25日、女児を出産。
2014年12月6日、第2子を妊娠し翌春に出産予定であると報道された。翌7日、公式ブログで第2子妊娠を正式に報告。2015年5月7日、第2子長男を出産した。

## 作品

### シングル
2から5までは中澤 ゆうこ名義。
1. カラスの女房（1998年8月5日）
作詞：荒木とよひさ／作曲：堀内孝雄／編曲：川村栄二
（c/w　音無橋）
2. お台場ムーンライトセレナーデ（1998年12月2日） - デュエット高山厳
作詞：荒木とよひさ／作曲：平尾昌晃／編曲：船山基紀
（c/w　恋人たちのバラード）
3. 純情行進曲（1999年6月9日）
作詞：荒木とよひさ／作曲：堀内孝雄／編曲：船山基紀
（c/w　平成ラプソディー）
4. 上海の風（2000年7月12日）
作詞：つんく／作曲：つんく／編曲：高橋諭一
（c/w　雨よ）
5. 悔し涙 ぽろり（2001年2月15日）
作詞：つんく／作曲：つんく／編曲：小西貴雄
（c/w　恋の記憶）
6. 二人暮し（2001年8月1日）
作詞：つんく／作曲：つんく／編曲：明石昌夫
（c/w　公園通りの喫茶店）
7. 東京美人（2002年8月28日）
作詞：つんく／作曲：つんく／編曲：高橋諭一
（c/w　クラクション）
8. GET ALONG WITH YOU（2003年5月21日）
作詞：つんく／作曲：つんく／編曲：渡部チェル
（c/w　東京発 最終）
9. 元気のない日の子守唄/長良川の晴れ（2004年2月11日）
作詞：上田紅葉／作曲：川口真／編曲：高橋諭一
作詞：つんく／作曲：つんく／編曲：小西貴雄
10. DO MY BEST（2004年5月26日）
作詞：つんく／作曲：つんく／編曲：鈴木俊介
（c/w　きっと どこかに赤い糸）
11. うらら（2006年9月27日）
作詞：永井龍雲／作曲：永井龍雲／編曲：上杉洋史
（c/w　六月の花嫁にあこがれ）
12. だんな様（2007年10月10日）
作詞：久和カノン／作曲：田村信二／編曲：朝井泰生
（c/w　グリーティングカード）

### 限定リリース
1. 中澤裕子CD「Song&Monologues...季節の物語 〜聞きたいこと〜」（2007年6月19日）※通販などで 一般購入可能。本人作詞曲「聞きたいこと」収録。

### アルバム
- ソロアルバム
  1. 中澤ゆうこ 第一章（1998年12月12日）
  2. 第二章〜強がり〜（2004年7月22日）
  3. Legend（2008年12月10日）

- FOLK SONGS シリーズ（ハロー!プロジェクトの他メンバーと共に参加のオムニバス）
  1. FOLK SONGS（2001年11月29日）（たいせープロデュース、ピッコロタウンレーベル）
  2. FOLK SONGS 2（2002年5月22日）
  3. FOLK SONGS 3（2002年10月23日）
  4. FOLK SONGS 4（2003年5月21日）
  5. FS5〜卒業〜（2004年2月25日）

### 映像作品
1. FOLK DAYS〜市井紗耶香with中澤裕子〜（2002年2月28日）
2. 中澤裕子シングルMクリップス 1（2002年11月27日）
3. 紳士はミニがお好き!〜at studio DREAM MAKER〜（2003年1月22日）
4. FS3 LIVE（2003年2月26日）
5. 中澤裕子「TYPE-Y 2007 BIRTHDAY LIVE 魔法のプレッシャー!今年もやります∞スペシャル〜ライブ後、予定を入れないで下さい〜」（2007年10月10日）

## 出演

### テレビ番組
- ハロー!モーニング。（2000年4月 - 2007年4月、テレビ東京）
- アイドルをさがせ!（テレビ東京） - MC
- Mの黙示録（テレビ朝日） - MC
- ハローランド（フジテレビ） - MC、番組内ミニドラマに主演
- NHKジュニアスペシャル（NHK教育）
- 大阪発元気ダッシュ!DOYAH（NHK BS2・NHK大阪放送局制作） - MC
- っちゅ〜ねん!（2005年4月 - 2006年3月、毎日放送） - 月曜日
- ちちんぷいぷい（2006年4月 - 9月、毎日放送） - 火曜日
- 森田一義アワー 笑っていいとも!（2001年10月 - 2003年3月、フジテレビ） - 隔週水曜日
- 激☆音ボケ plus（2010年10月4日 - 、東京メトロポリタンテレビジョン）
- 通販美人 Trend Collection（2010年10月27日 - 2011年3月23日、関西テレビ）
- 誰でもできる はじめての切り絵（2011年3月 - 5月、NHK教育） - 生徒
- めんたいワイド（2014年4月3日 - 、福岡放送） - 木曜日
- ももち浜ストア（2014年4月4日 - 、テレビ西日本） - 月1回レギュラー → 毎週火曜日（2016年10月3日 - ）
- 旬感北九州（2016年4月6日 - 2018年3月28日、RKB毎日放送） - ナレーター
- 天神日曜ビ!（2016年4月10日 - 2017年3月26日、TVQ）
- 実感ドドド!（2017年4月 - 2021年3月、NHK九州・沖縄総合） - 不定期コメンテーター、2018年度は県域枠（実感ドドド!@福岡）レギュラー
- テレビ派（2019年4月18日 - 2021年3月24日、広島テレビ）木曜コメンテーター（月1回）レギュラー
- 中澤裕子のよかたび（2022年4月7日 - 2022年9月8日、BSJapanext）※石丸謙二郎のよかたびと隔週放送

### テレビドラマ
- ビューティ7（2001年7月 - 9月、日本テレビ） - 宮崎都子 役
- 向井荒太の動物日記 〜愛犬ロシナンテの災難〜 最終話（2001年3月17日、日本テレビ） - 友情出演
- ギンザの恋（2002年1月 - 3月、日本テレビ） - 北上由似 役
- ごくせん（2002年4月 - 6月、日本テレビ） - 川嶋菊乃 役
- 伝説のマダム 第7話（2003年、日本テレビ） - ゲスト出演
- こちら本池上署 第3・第4・第5シリーズ（2004年1月 - 3月・2004年10月 - 12月・2005年6月 - 9月、TBS）
- ほーむめーかー（2004年4月 - 6月、TBSテレビ） - 初の帯ドラマ出演、かつドラマ初主演
- 月曜ゴールデン「ご近所探偵・五月野さつきシリーズ」（2007年、TBS） - 今泉枝里子 役
- 特命係長 只野仁 シーズン4突入スペシャル（2009年、テレビ朝日） - 元村小百合（水森裕子）役
- 土曜ワイド劇場「火災調査官・紅蓮次郎」 第9話（2009年4月25日、テレビ朝日） - 田無梢 役
- 松本清張ドラマスペシャル・霧の旗（2010年3月16日、日本テレビ） - 大塚芳子 役
- さくら心中（2011年2月 - 4月、東海テレビ） - 高倉明美 役
- カウンターのふたり 第4話「結婚の条件」（2012年6月2日、TwellV） - 岡野亜矢子 役
- その「おこだわり」、私にもくれよ!! 第10話（2016年6月10日、テレビ東京） - 本人 役

### ラジオ
- 中澤裕子のallnightnippon SUPER!（2000年3月 - 2001年4月、ニッポン放送）
- 中澤裕子のallnightnippon Sunday Special（2001年4月 - 9月、ニッポン放送）
- 中澤裕子のallnightnippon Sunday SUPER!（2001年10月 - 2003年3月、ニッポン放送）
- MBSヤングタウン土曜日（2002年4月 - 2004年3月、2009年10月 - 2013年3月*週替わりレギュラー、MBSラジオ）
- ミュージックプラザ「気ままにクラシック」（2004年4月 - 2006年3月、NHK-FM）
- マジアサ!（2005年10月 - 2008年3月、bayfm）
- JAM PUNCH!（2008年4月 - 2009年3月、bayfm）
- BAY LINE GO!GO! 水曜DJ（2011年4月 - 2012年9月、2013年4月 - 12月、bayfm） - 2012年10月 - 2013年3月は産休で相田翔子が代役を務めた
- エンタメバラエティ THE☆ヒット情報（2014年10月7日 - 2015年3月24日、2015年10月6日 - 2016年3月22日、RKBラジオ） - 火曜日担当、2015年4月 - 9月は産休
- 土曜のらじお（2016年4月9日 - 2017年3月25日、RKBラジオ）
- 日曜のらじお（2017年4月2日 - 10月1日、RKBラジオ）
- よしもとRadio バリカタ!!!（2017年10月8日 - 、RKBラジオ）
- ガブリナ（2018年4月24日 - 、KBCラジオ） - 週替わりスペシャルガブリ〜ナ（第4火曜日）

### インターネット
- 第7回・第15回・第19回ハロプロビデオチャット（2005年4月30日・6月24日・7月21日）[23]
- ハロプロアワー

### ウェブドラマ
- 道徳女子短大 エコ研　第3話「東京脱出」（2006年、GyaO） - ゆうこ 役（主演）

### 映画
- ピンチランナー（2000年、東映）
- ミニモニ。じゃムービーおかしな大冒険!（2002年、東映） - 声優
- 鉄人28号（2005年3月、松竹）
- 恋谷橋 La Vallee de l’amour（2011年、パル企画）
- ファイティング オカン（2011年、MIRAI） - 主演作、コスタリカ国際映画祭 Best International Featureほか受賞
- 篤姫ナンバー1（2012年、シナジー、アーク・フィルムズ）
- 映画 めんたいぴりり（2019年、よしもとクリエイティブ・エージェンシー）

### 舞台
- LOVEセンチュリー -夢は見なけりゃ始まらない-（2001年5月3日 - 27日、日生劇場）
- フットルース（2001年9月30日 - 10月28日、赤坂ACTシアター） - エリエル・ムーア 役
- 江戸の花嫁（2003年2月2日 - 25日、明治座） - はしのえみとのWキャスト
- わが歌ブギウギ〜笠置シヅ子物語〜（2005年12月1日 - 2006年2月7日、大阪松竹座 / 名鉄ホール / アートスフィア） - 生駒芙美子 役
- 〜アパッチ砦の攻防より〜「戸惑いの日曜日」
  - 2006年8月31日 - 9月18日、サンシャイン劇場 / 大阪厚生年金会館・芸術ホール / 中日劇場
  - 2008年8月20日 - 9月15日、グリーンホール相模大野 / 京都四條南座 / 愛知厚生年金会館 / 新潟市民芸術文化会館 / サンシャイン劇場
- ぶるー・ブルー・バースディ（劇団たいしゅう小説家・第13回公演、2007年6月22日 - 7月2日、東京芸術劇場・小ホール2）
- 佐賀のがばいばあちゃん
  - 2007年8月3日 - 26日、中日劇場
  - 2008年9月25日 - 10月24日、中日劇場ほか17都市31公演
  - 2010年5月3日 - 27日、博多座
  - 2011年8月4日 - 21日、中日劇場 / 浅草公会堂
- 輝け! 主婦バンド FOUR RIVERS スモーク・オン・ザ・ウォーター2009
  - 2009年11月7日 - 12月1日、ル テアトル銀座 / 中日劇場 / オーバード・ホール / 大阪厚生年金会館・芸術ホール
- 母の桜が散った夜（2010年4月2日 - 14日、赤坂RED/THEATER） - 主演
- 源氏物語×大黒摩季songs〜ボクは、十二単に恋をする〜 - 藤壺 役
  - 2010年10月27日 - 11月7日、天王洲 銀河劇場
  - 2012年5月11日 - 20日、天王洲 銀河劇場

### ライブ
- 中澤裕子カジュアルディナーショー2010〜春が好きやねん!〜（2010年3月27日、フラミンゴ・ジ・アルーシャ、2公演）[24]
- 中澤裕子 Saturday★Birthday Night!（2010年6月19日、Zepp Tokyo）
- 中澤裕子カジュアルディナーショー at La Donna / Flamingo the Arusha（2010年9月4日、ミュージックレストラン La Donna 2公演 / 18日、フラミンゴ・ジ・アルーシャ 2公演）[25]
- 中澤裕子 Happy X'mas Show in La Donna（2010年12月18日、ミュージックレストラン La Donna 2公演）[26]
- 中澤裕子 Happy X'mas Show in HAKATA（2010年12月19日、Gate's 7 2公演）[27]
- 中澤裕子 Happy X'mas Show in OSAKA（2010年12月25日、フラミンゴ・ジ・アルーシャ 2公演）[26]
- 中澤裕子 VINOTECA STAGE（2011年3月22日、VINOTECA 2公演）
- 中澤裕子カジュアルディナーショー at Flamingo the Arusha 〜The eve of birthday〜（2011年6月18日、フラミンゴ・ジ・アルーシャ 2公演）[28]
- 中澤裕子 VINOTECA STAGE（2011年9月26日・10月25日・11月29日、VINOTECA 各2公演）
- 中澤裕子カジュアルディナーショー at La Donna 〜Merry Christmas For You〜（2011年12月25日、ミュージックレストラン La Donna 2公演）[29]
- 中澤裕子カジュアルディナーショー at Flamingo the Arusha 〜年忘れの宴〜（2011年12月29日、フラミンゴ・ジ・アルーシャ 2公演）[29]
- 中澤裕子カジュアルディナーショー at La Donna / Flamingo the Arusha 〜春風に誘われて〜（2012年3月18日、ミュージックレストラン La Donna 2公演 / 24日、フラミンゴ・ジ・アルーシャ 2公演）[30]
- 中澤裕子カジュアルディナーショー at Flamingo the Arusha 〜It will be 39 soon〜（2012年6月17日、フラミンゴ・ジ・アルーシャ 2公演）[31]
- 中澤裕子カジュアルディナーショー2013 at Flamingo the Arusha〜四十路感謝祭〜（2013年6月23日、フラミンゴ・ジ・アルーシャ 2公演）[32]
- 中澤裕子 Casual Dinner Show 2013 at Flamingo the Arusha / La Donna 〜Merry X'mas For You〜（2013年12月22日、フラミンゴ・ジ・アルーシャ 2公演 / 23日、ミュージックレストラン La Donna 2公演）[33]
- 中澤裕子 BIRTHDAY☆LIVE 2014〜40が節目かと思ったけど41もやっちゃいます!〜（2014年6月15日、Mt.RAINIER HALL SHIBUYA PLEASURE PLEASURE 2公演）[34]
- 中澤裕子 Birthday☆Casual Dinner Show 2014〜40が節目かと思ったけど 41もやっちゃいます!〜（2014年6月22日、フラミンゴ・ジ・アルーシャ 2公演）[35]
- 中澤裕子 SPECIAL☆LIVE 2014〜中澤裕子は博多の女になったとよ!〜（2014年6月29日、Gate's 7 2公演）[36]
- 中澤裕子 Xmas Live 2014☆ Thank you this year ☆（2014年12月21日、フラミンゴ・ジ・アルーシャ 2公演 / 23日、ミュージックレストラン La Donna 2公演）[37]
- YUKO NAKAZAWA ☆ BIRTHDAY EVENT 『What's up?』〜2016.6.18〜（2016年6月18日、BLUE MOOD 2公演）[38]
- YUKO NAKAZAWA once a year★birthday event★44〜I'm fine!〜（2017年6月18日、ミュージックレストラン La Donna 2公演）[39]
- 中澤裕子ソロデビュー20周年記念イベント〜20才の女房〜（2018年8月5日、ケネディハウス銀座 2公演）[40]
- 中澤裕子LIVE at COTTON CLUB〜紳士は今でもミニがお好き!〜（2018年12月1日、コットンクラブ 2公演）[41]

### CM
- エルセーヌ - モーニング娘。卒業後もメンバーとともに出演
- オリコカード（2001年 - 2002年）
- 日本中央競馬会（2001年） -  馬の被り物の声優（もう1人は近藤真彦）
- 資生堂シティベール（2002年）
- 玄品ふぐ（大阪地区ローカルであったが、2008年1月より関東でも放映）
- ハウス食品カレー鍋つゆ （2009年9月 - ） - ハウス食品協賛の舞台「輝け!主婦バンド」出演の秋野暢子、杏子、エド・はるみと共演
- 日本コカ・コーラ「ジョージア ご褒美ブレイク」（2010年9月 - ） - アフタヌーン娘δとして出演
- DHC「プロテインダイエット」（2010年9月 - ）

### MV
- サザンオールスターズ「天国オン・ザ・ビーチ」（2014年）

## 書籍

### 写真集
- Feather - 中澤裕子写真集（2001年8月、ワニブックス）ISBN 9784847026713
- 私が思う、こんな女 - 中澤裕子写真集（2002年12月、ワニブックス）ISBN 9784847027390

### エッセイ
- ずっと後ろから見てきた（中澤裕子・著、2003年11月17日、ワニブックス）ISBN 9784847015366
- 娘。から母へ（中澤裕子・著、2013年6月19日、ワニブックス）ISBN 9784847091681

### 単行本
- 改心（中澤裕子のallnightnippon Sunday SUPER!・編、2002年7月、ニッポン放送プロジェクト）ISBN 9784594036294

### その他
- JAF Mate シリーズ対談「車のこと、道のこと、JAFの話」第7回ゲスト（聞き手は中井美穂 2007年3月号）

## 所属ユニット
- モーニング娘。（1997年 - 2001年）
- シャッフルユニット
  - あか組4（2000年）
  - H.P.オールスターズ（2004年）
  - プリプリピンク（2005年）
- アフタヌーン娘δ（2010年） - 日本コカ・コーラジョージアのCMキャラクター
- ドリームモーニング娘。（2011年 - ）
- モーニング娘。20th（2017年 - 2018年） - モーニング娘。最初期メンバーの5人とモーニング娘。'17 / '18とのコラボレーションユニット